# Sunnanå
Sunnanå este o arie protejată (arie de protecție specială avifaunistică — SPA) din Suedia întinsă pe o suprafață de 134 ha, integral pe uscat.

## Localizare
Centrul sitului Sunnanå este situat la coordonatele 58°42′49″N 12°30′49″E / 58.7136°N 12.5135°E.

## Înființare
Situl Sunnanå a fost declarat arie de protecție specială avifaunistică în august 2012 pentru a proteja 4 specii de animale.

## Biodiversitate
Situată în ecoregiunea boreală, aria protejată nu include niciun habitat protejat.
La baza desemnării sitului se află mai multe specii protejate de  păsări (4): buhai de baltă (Botaurus stellaris), erete de stuf (Circus aeruginosus), cufundar polar (Gavia arctica), chiră de baltă (Sterna hirundo).